# Hitchiti-Mikasuki-Sprache
Die Hitchiti-Mikasuki-Sprache gehört zur östlichen Untergruppe der großen Muskogee-Sprachfamilie. 
Heute sprechen noch rund 500 Personen in Südflorida Mikasuki.
Ursprünglich stammen die Mikasuki aus Nordwestflorida und dem Gebiet von North und South Carolina. Hitchiti ist die zum Mikasuki sehr eng verwandte Sprache der Hitchiti, die heute ausgestorben ist. Aufgrund ihrer engen Verwandtschaft werden sie linguistisch als eine Sprache betrachtet.